# Зелингштедт
Зелингштедт (нем. Seelingstädt) — община в Германии, в земле Тюрингия. 
Входит в состав района Грайц. Подчиняется управлению Лендерек.  Население составляет 1365 человек (на 31 декабря 2010 года). Занимает площадь 17,97 км².
Коммуна подразделяется на 5 сельских округов.